# Hacışeyh, Kandıra
Hacışeyh là một xã thuộc huyện Kandıra, tỉnh Kocaeli, Thổ Nhĩ Kỳ. Dân số thời điểm năm 2010 là 209 người.